# 半帶矛麗魚
半帶矛麗魚為輻鰭魚綱鱸形目隆頭魚亞目慈鯛科的其中一種，分布於南美洲巴拉那河、巴拉圭河流域，體長可達15公分，棲息水塘中底層水域，生活習性不明。

## 擴展閱讀
維基物種上的相關：半帶矛麗魚